# تايب 99
تايب 99 (99式自走155mm榴弾砲 kyuu-kyuu-shiki-jisou-155mm-ryuudan-hou) هو مدفع هاوتزر ذاتي الدفع في الخدمة لدى قوة الدفاع الذاتي البرية اليابانية، التي تم تطويرها كخليفة هاوتزر ذاتية الدفع من النوع 75 ملم، من قبل شركة ميتسوبيشي للصناعات الثقيلة. وهناك عدد صغير من تايبي 99 في الخدمة مع القوات اليابانية. لم يتم عرضها لزبائن للتصدير، لان القوانين في اليابان لا تسمح بتصدير المعدات العسكرية.
يعتبر تايب 99 مدفع ذاتي الحركة عيار 155 ملم، وأقصى مدى لاطلاق النار هو 30 كم مع قذيفة HE- FRAG و ما يقرب من 38 كم بمساعدة الصواريخ ويحتوي على 39 قذيفة. وأقصى معدل لاطلاق النار هو 6 في الدقيقة الواحدة. التسليح الثانوي للتايب 99 يتكون من مدفع رشاش 12.7 ملم على سقف المركبة.

## مركبات مماثلة
- AS-90
- AHS كراب
- Msta-S 2S19
- Panzerhaubitze 2000
- K-9 الرعد
- PLZ-05